# إيلينا ريتشي
إيلينا ريتشي (بالإيطالية: Elena Sofia Ricci)‏ (و. 1962 – م) هي ممثلة، من إيطاليا، ولدت في فلورنسا.

## وصلات خارجية
- إيلينا ريتشي على موقع IMDb (الإنجليزية)
- إيلينا ريتشي على موقع ألو سيني (الفرنسية)
- إيلينا ريتشي على موقع أول موفي (الإنجليزية)
- إيلينا ريتشي على موقع قاعدة بيانات الأفلام السويدية (السويدية)
- إيلينا ريتشي على موقع قاعدة بيانات الفيلم (الإنجليزية)
- إيلينا ريتشي على موقع كينوبويسك (الروسية)